# Rosa Furman
 (octobre 2020).
Si vous disposez d'ouvrages ou d'articles de référence ou si vous connaissez des sites web de qualité traitant du thème abordé ici, merci de compléter l'article en donnant les références utiles à sa vérifiabilité et en les liant à la section « Notes et références ».
Rosa Furman (Pachuca, 25 octobre 1930 - Mexico, 29 octobre 1999) est une actrice mexicaine.

## Filmographie
- 1968 : Le Rapace
- 1968 : La Bataille de San Sebastian
- 1997 : Carmin profond